# Marc Rich
Marc Rich (narozen jako Marcell David Reich; 18. prosince 1934 Antverpy – 26. června 2013 Lucern) byl mezinárodní obchodník s komoditami, finančník a podnikatel. Založil komoditní společnost Glencore a později byl ve Spojených státech obviněn z federálních daňových úniků, podvodů, vydírání a uzavření ropných obchodů s Íránem během íránské krize s rukojmími. Po obvinění uprchl do Švýcarska a do Spojených států se již nevrátil. Prezident Bill Clinton mu v poslední den svého úřadu udělil široce kritizovanou prezidentskou milost; Richova bývalá manželka Denise věnovala Demokratické straně velké dary.